# Federazione Sammarinese Pallacanestro
Die Federazione Sammarinese Pallacanestro (kurz FSP)  ist der san-marinesische Basketballverband mit Sitz in Serravalle.
Der 1968 gegründete Verband ist seit 1969 Mitglied der FIBA Europa und des nationalen Olympischen Komitees Comitato Olimpico Nazionale Sammarinese. Das Trainingszentrum und die  Heimspielstätte befinden sich in der Multieventi-Sport-Domus-Anlage. Als NOK-Verband fördert und organisiert die FSN die Teilnahme ihrer Athleten bei nationalen und internationalen Meisterschaften.
Die FSP veranstaltet nationale Meisterschaften der Männer- und Frauenteams. International ist der Verband mit der san-marinesischen Basketballnationalmannschaft der Herren aktiv und nimmt an den Basketball-Europameisterschaften teil.
Bei den FIBA-Europameisterschaften für kleine Länder nahm die FSP-Herrenmannschaft bisher zwölfmal teil, belegte dabei zweimal den dritten, einmal den zweiten Platz und wurde einmal, im Jahre 2002, Turniersieger. Zudem wurden zwei Bronzemedaillen bei den Spielen der kleinen Staaten von Europa gewonnen.

## Fakten zum Basketballverband Federazione Sammarinese Pallacanestro
| Kriterium                   | Fakten      |
| --------------------------- | ----------- |
| Gründungsjahr des Verbandes | 1968        |
| Jahr des FIBA-Beitritts     | 1969        |
| Kontinentaler Verband       | FIBA Europa |
| Sitz des Verbandes          | Serravalle  |
| Sonstiges                   |             |
| Höchste Liga                |             |

## Liste von Präsidenten
| Name               | von  | bis  | Beleg             |
| ------------------ | ---- | ---- | ----------------- |
| Luca Liberti       |      |      | [ 2 ] [ 3 ]       |
| Damiano Battistini | 2013 |      | [ 4 ] [ 5 ] [ 6 ] |
| Gian Primo Giardi  |      | 2013 | [ 6 ]             |

## Liste von Vizepräsidenten
| Name            | von | bis | Beleg |
| --------------- | --- | --- | ----- |
| Simone Botteghi |     |     | [ 7 ] |
| Roberto Berardi |     |     | [ 8 ] |

## Liste von Generalsekretären
| Name             | von | bis | Beleg        |
| ---------------- | --- | --- | ------------ |
| Marco Stefanelli |     |     | [ 9 ] [ 10 ] |